# موج‌پیمایی

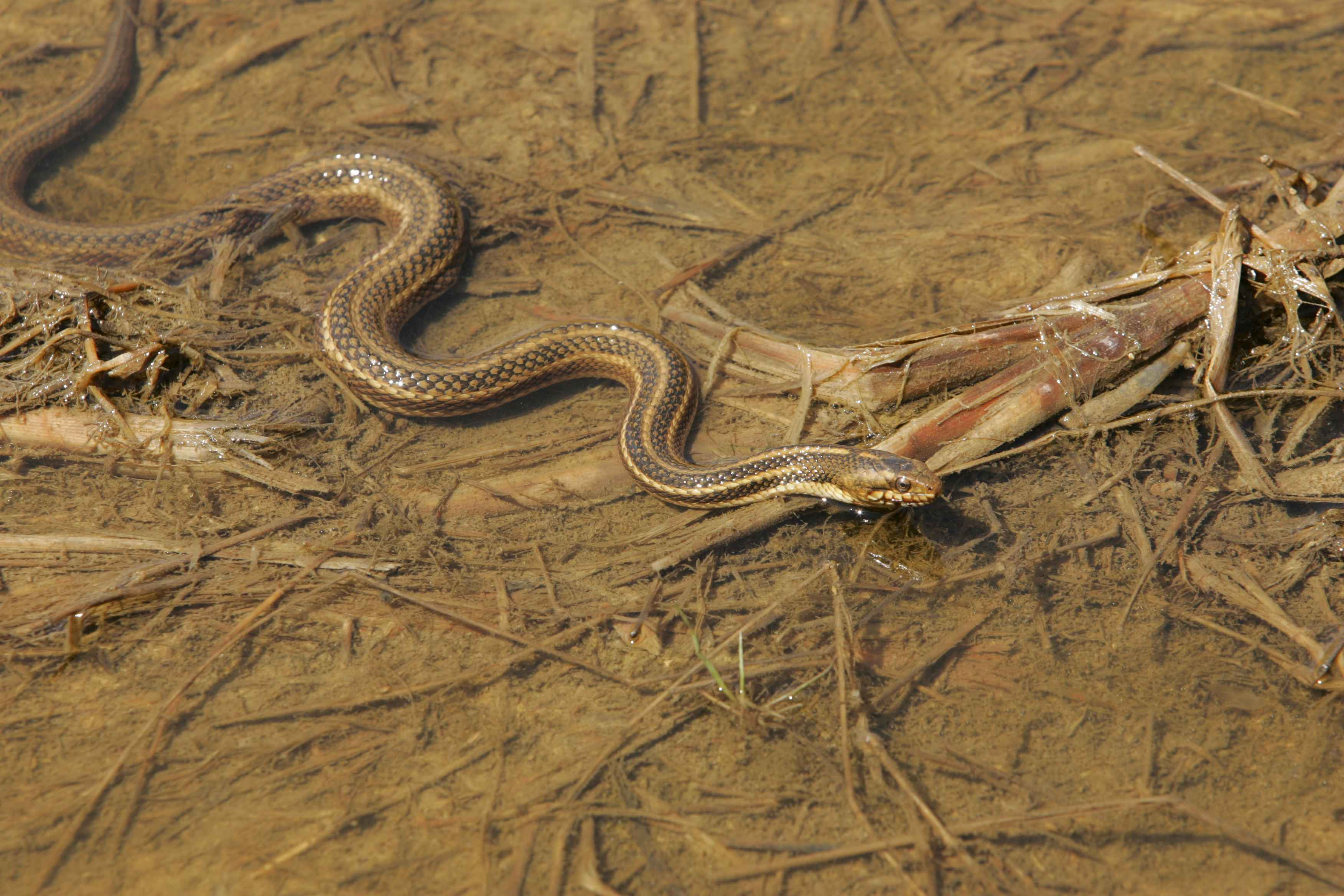
مارها عمدتاً برای حرکت در طیف وسیعی از محیط‌ها به حرکت موجی متکی هستند

موج‌پیمایی یا جابجایی موجی (به انگلیسی: Undulatory locomotion)، نوعی جابجایی است که با الگوهای حرکتی موج‌مانندی مشخص می‌شود که جانوری را به جلو می‌راند. نمونه‌هایی از این نوع راه‌رفتن عبارتند از: خزیدن در مارها یا شنا در مکنده‌ماهی. اگرچه این نوع راه رفتن معمولاً توسط جانوران بی‌دست‌وپا استفاده می‌شود، برخی از جانداران دارای اندام، مانند سمندر، از پاهای خود در محیط‌های خاص استفاده نمی‌کنند و حرکت مواج از خود نشان می‌دهند. در رباتیک نیز این راهبرد حرکتی به‌منظور طراحی سامانه‌های نوین رباتیکی که بتوانند از محیط‌های گوناگون عبور کنند، بررسی می‌شود.
در جابه‌جایی بی‌اندام، حرکت رو به جلو با انتشار موج‌های خمشی در طول بدن جانور ایجاد می‌شود. نیروهایی که میان جانور و محیط پیرامونش شکل می‌گیرند، باعث ایجاد نیروهای جانبی متناوبی می‌شوند که جانور را به جلو می‌رانند و این نیروها هم رانش ایجاد می‌کنند و هم پسار. در شنا، شبیه‌سازی‌ها نشان می‌دهند که در اعداد رینولدز پایین، نیروهای ناشی از گران‌روی عامل اصلی رانش و پسار هستند، اما در اعداد رینولدز بالاتر، شبه‌نیروها نقش غالب دارند. در این شرایط، اصطکاک پوستی که در اثر مقاومت سیال در برابر برش ایجاد می‌شود و با سرعت جریان تناسب دارد، و نیروی شکلی که به دلیل اختلاف فشار روی سطح بدن ایجاد می‌شود و با توان دوم سرعت جریان تغییر می‌کند، سهم متفاوتی در رانش و پسار دارند. در اعداد رینولدز پایین، تقریباً تمام رانش و پسار ناشی از اصطکاک پوستی است، در حالی که در اعداد رینولدز میانی هر دو نیرو در تولید رانش و پسار مؤثرند و در اعداد بالا، تنها نیروی شکلی رانش ایجاد می‌کند.
در جانوران بی‌اندام، رایج‌ترین الگوی حرکتی، انتشار موجی از بخش پیشین به بخش عقبی بدن است که از سر به دم پیش می‌رود. این الگو بسته به گونهٔ جانور موج‌پیماینده، محیط، و هدف حرکتی (مانند سرعت یا صرفه‌جویی انرژی) تغییر می‌کند. رایج‌ترین شکل آن، خمیدگی‌های جانبی ساده است که از سر تا دم منتشر می‌شود. مارها پنج شیوهٔ حرکتی زمینی دارند: موج‌پیمایی جانبی، پهلوموج‌پیمایی، جابه‌جایی آکاردئونی، راست‌روی و هل‌دهی لغزشی. موج‌پیمایی جانبی بسیار شبیه به حرکت موجی ساده‌ای است که در بسیاری از جانوران دیگر، مانند مارمولک‌ها، مارماهی‌ها و ماهی‌ها دیده می‌شود.
مارماهی آمریکایی معمولاً در آب حرکت می‌کند، اما می‌تواند برای مدتی کوتاه روی خشکی نیز حرکت کند و در هر دو محیط با تولید موج‌های جانبی در طول بدن پیش می‌رود. با این حال، تفاوت‌های حرکتی میان این دو محیط نشان می‌دهد که ماهیچه‌های محوری در هر حالت به‌گونه‌ای متفاوت فعال می‌شوند. در خشکی، نقاط مختلف بدن مسیرهای تقریباً مشابهی را می‌پیمایند، اما در آب، نقاط گوناگون مسیرهای متفاوتی با دامنهٔ جانبی افزایشی از جلو به عقب دنبال می‌کنند.
یکی از ویژگی‌های شاخص بسیاری از جانورانی که از موج‌پیمایی استفاده می‌کنند، داشتن ماهیچه‌های قطعه‌قطعه یا میومر است که از سر تا دم کشیده شده و با بافت پیوندی موسوم به «میوسپتا» از هم جدا می‌شوند. در برخی گروه‌های ماهیچه‌ای، مانند ماهیچه‌های پهلویی شکمی در سمندر، رشته‌های ماهیچه‌ای به صورت مایل نسبت به محور طولی بدن قرار دارند. این جهت‌گیری مایل باعث ایجاد نسبت دنده‌گیری (AGR) بزرگ‌تر از یک می‌شود که به معنی افزایش سرعت انقباض ماهیچه با کاهش تولید نیرو است. به‌نظر می‌رسد این جانوران از سازوکاری متغیر برای تنظیم نسبت نیرو به سرعت استفاده می‌کنند تا با شرایط مکانیکی انقباض سازگار شوند.
در ماهی‌ها، انقباض‌های موجی عمدتاً با فعالیت ماهیچه‌های قرمز طولی و ماهیچه‌های سفید مایل انجام می‌شود. شکل مخروطی ماهیچه‌های سفید و اتصال آن‌ها به میوسپتا، همراه با تغییرات شکلی در ابعاد جانبی و پشتی‌ـ شکمی، به افزایش سرعت طولی انقباض کمک می‌کند. در گونه‌هایی مانند سمندر آبی «Siren lacertina»، الگوی سازماندهی ساده‌تر این ماهیچه‌ها، امکان مطالعهٔ دقیق رابطهٔ زاویهٔ رشته، نسبت دنده‌گیری و تغییرات ابعادی را فراهم کرده است.
پژوهش‌ها نشان داده‌اند که تفاوت AGR میان لایه‌های بیرونی و درونی ماهیچه باعث می‌شود که هر دو لایه با کرنش و سرعت کوتاه‌شدن مشابه عمل کنند، هرچند فاصلهٔ آن‌ها از محور خنثی خمیدگی متفاوت است. این همسانی کرنش، عملکرد بهینه را تضمین می‌کند و پدیده‌ای است که «همگنی کرنش رشته‌ای در ماهیچه‌های قطعه‌ای» نامیده شده است.